# Neil Adams
Adrian Neil Adams (ur. 27 września 1958 w Rugby w Warwickshire) – brytyjski judoka, uczestnik i medalista letnich igrzysk olimpijskich. Odznaczony Orderem Imperium Brytyjskiego. Posiadacz 8 Dana w judo.

## Osiągnięcia zawodowe
Wielokrotnie zdobywał medale na mistrzostwach Europy (3. miejsce w 1978 i 1982, 1. – w 1979, 1980, 1983-1985) i świata w judo (3. miejsce w 1979 i 1985, 1. – w 1981, 2. – w 1983). Zdobył dwa srebrne medale na igrzyskach olimpijskich – w latach 1980 i 1984.
Jest to pierwszy brytyjski judoka płci męskiej, który został zarówno mistrzem Europy, jak i świata.

## Życie osobiste
- Jest bratem Chrisa Adamsa, gwiazdy wrestlingu.
- Ma żonę Nikki (z domu Jenkins), byłą kanadyjską judoczkę, uczestniczkę IO.

## Informacje dodatkowe
- W Japonii zyskał przydomek happo Bigin ('przyjaciel wszystkich')[2].